# 今村百八郎
今村 百八郎（いまむら ひゃくはちろう、1842年（天保13年） - 1876年（明治9年）12月3日）は筑前国夜須郡下秋月村の元秋月藩士、明治時代初期の士族。秋月の乱の首領。兄に宮崎車之助、弟に宮崎哲之介。

## 生涯
幕末には秋月藩家老臼井亘理を暗殺した干城隊の幹部であり、亘理暗殺を示唆して事件の当日には臼井邸の近くに待機し、その日のうちに宗藩・福岡藩の戸原主水宛に干城隊の助命嘆願依頼の手紙を送っている。

### 秋月の乱
1876年（明治9年）10月26日、熊本神風連の乱に呼応し、今村は総大将として明治政府打倒の兵を挙げる。前夜に妻子を実家に帰して愛人の三味線屋のお幾知と過ごし、お幾知に形見の愛刀を授けた。お幾知は刀をすぐ町内の質屋に入れている。
田中天満宮で主に若い急進的な旧下級武士層160名を率いて「天神組」と称した。隊長・今村は総髪に鉢巻き、陣羽織で軍配を手にした戦国時代さながらの出陣のいでたちであった。10月27日、探索に来た警察官2名を捕縛、今村が穂波半太郎巡査を尋問し、惨殺した。警察官を血祭りに上げた勢いに乗って豊津に向かう。
10月28日、油須原に宿陣する。今村の計画によれば、「豊津士族の応援を要請し、兵をもって豊津に迫り、士族を脅し、勢いに乗じて鎮台を屠り、一躍下関を渡り、長州に合流する。もし応じなければ約束を違えた罪を責め、すぐに蹂躙する。」「百姓兵（官兵）なにするものぞ」というものであった。10月29日、昼飯を食っている間に鎮台兵に包囲され、猛烈な銃撃を受けて味方は指揮する間もなく散乱し、武器を捨てて逃げ去った。今村は僅かな兵と英彦山に向かって逃走し、小石原を経て江川村にいたり、そこで解散した。
11月1日、残った27名ほどの兵と秋月に戻り、午後11時頃、討伐隊が待機している秋月学校を急襲する。居合わせた江藤良一を惨殺、明元寺に屯集していた官兵を襲い、警察出張所に乱入して放火したあと秋月学校に戻り、散乱した書類を見て兄の宮崎車之助らが自刃した事を知る。殺害された江藤は車之助らが遺書を託した相手であった。今村らの放った火で近隣の七戸が全焼した。この時に討たれた官側の兵士も秋月士族であった。
夜襲の成功に気をよくした今村ら天神組残党は天神社に詣で、その後祝杯を上げた。その後一同解散し、今村は夜須の三箇山に潜行して宝満山や筥崎宮に潜んで商人に変装し萩に渡ろうとするが、検問が厳しく佐賀に向かう途中で萩の乱の敗北を知る。

### 逮捕・判決
11月24日、山隅郷士上野清義宅へ立ち寄り、どぶろくを馳走になっている所を密告され逮捕された。
取り調べにあたり、今村は挙兵謀議はしていない、隊長は頼まれてやっただけ、人は殺していないと言い訳と責任回避に終始し、自分が率いた下級士族への憐憫もなく、豊津で相手に死傷があった事を知って満足などと述べている。
12月3日、福岡臨時裁判所で秋月挙兵国事犯に判決が出され、主犯の今村と益田静方は士族を除族され、死刑判決を受ける。同日福岡桝子屋町の獄を出され、斬首刑に処せられた。35歳。